# Setmana Catalana de 1983
La Setmana Catalana de 1983 va ser la 20a edició de la Setmana Catalana de Ciclisme. Es disputà en 7 etapes del 21 al 25 de març de 1983. El vencedor final fou l'espanyol Alberto Fernández Blanco de l'equip Zor-Gemeaz per davant de Faustino Rupérez i Raimund Dietzen.
Amb les baixes de Gerrie Knetemann de l'equip TI-Raleigh i de Tommy Prim del Bianchi-Piaggio, va començar la "Setmana". La victòria a Andorra d'Alberto Fernández, li va permetre emportar-se el triomf final, encara que va patir fins a l'últim dia. Malgrat que les victòries d'etapa van ser la majoria per a corredors estrangers, la classificació final va estar dominada pels ciclistes espanyols.

## Etapes
| Etapa  | Data       | Ciutats d'etapa                                           | km    | Vencedor de l'etapa            | Líder de la general            |
| ------ | ---------- | --------------------------------------------------------- | ----- | ------------------------------ | ------------------------------ |
| Pròleg | 21 de març | Santa Coloma de Gramenet – Santa Coloma de Gramenet (CRI) | 2,3   | Raimund Dietzen (RFA)          | Raimund Dietzen (RFA)          |
| 1a     | 21 de març | Santa Coloma de Gramenet – Girona                         | 115,0 | Fons De Wolf (BEL)             | Raimund Dietzen (RFA)          |
| 2a     | 22 de març | Girona – Andorra la Vella ( Andorra)                      | 222,0 | Alberto Fernández Blanco (ESP) | Alberto Fernández Blanco (ESP) |
| 3a A   | 23 de març | Organyà – Borges Blanques                                 | 127,0 | Jacques Hanegraaf (NED)        | Alberto Fernández Blanco (ESP) |
| 3a B   | 23 de març | Torregrossa - Lleida (CRI)                                | 22,0  | Julián Gorospe (ESP)           | Alberto Fernández Blanco (ESP) |
| 4a     | 24 de març | Lleida - Badalona                                         | 232,0 | Ludo Peeters (BEL)             | Alberto Fernández Blanco (ESP) |
| 5a     | 25 de març | Badalona - Terrassa                                       | 165,0 | Johan van der Velde (NED)      | Alberto Fernández Blanco (ESP) |

### Pròleg[1]
21-03-1983: Santa Coloma de Gramenet (CRI), 2,3 km.:
|   | Ciclista                        | Equip      | Temps  |
| - | ------------------------------- | ---------- | ------ |
| 1 | Raimund Dietzen (RFA)           | Teka       | 3' 10" |
| 2 | Jesús Ignacio Ibáñez Loyo (ESP) | Zor-Gemeaz | + 1"   |
| 3 | Juan Fernández Martín (ESP)     | Zor-Gemeaz | m. t.  |

### 1a etapa[1]
21-03-1983: Santa Coloma de Gramenet – Girona, 115,0 km.
|   | Ciclista                  | Equip            | Temps      |
| - | ------------------------- | ---------------- | ---------- |
| 1 | Fons De Wolf (BEL)        | Bianchi-Piaggio  | 2h 57' 52" |
| 2 | Johan van der Velde (NED) | TI-Raleigh       | m. t.      |
| 3 | Walter Dalgal (ITA)       | Safir-Van de Ven | m. t.      |

### 2a etapa[2]
22-03-1983: Girona – Andorra la Vella, 222,0 km.:
|   | Ciclista                       | Equip      | Temps      |
| - | ------------------------------ | ---------- | ---------- |
| 1 | Alberto Fernández Blanco (ESP) | Zor-Gemeaz | 6h 27' 59" |
| 2 | Josep Lluís Laguía (ESP)       | Reynolds   | + 39"      |
| 3 | Antoni Coll (ESP)              | Teka       | + 55"      |

### 3a etapa A[3]
23-03-1983: Organyà – Borges Blanques, 127,0 km.:
|   | Ciclista                  | Equip      | Temps      |
| - | ------------------------- | ---------- | ---------- |
| 1 | Jacques Hanegraaf (NED)   | TI-Raleigh | 3h 05' 42" |
| 2 | Ad Wijnands (NED)         | TI-Raleigh | m. t.      |
| 3 | Johan van der Velde (NED) | TI-Raleigh | m. t.      |

### 3a etapa B[3]
23-03-1983: Torregrossa - Lleida (CRI), 22,0 km.:
|   | Ciclista                       | Equip      | Temps   |
| - | ------------------------------ | ---------- | ------- |
| 1 | Julián Gorospe (ESP)           | Reynolds   | 31' 34" |
| 2 | Alberto Fernández Blanco (ESP) | Zor-Gemeaz | + 27"   |
| 3 | Raimund Dietzen (RFA)          | Teka       | + 34"   |

### 4a etapa[4]
24-03-1983: Lleida - Badalona, 232,0 km.:
|   | Ciclista                | Equip      | Temps      |
| - | ----------------------- | ---------- | ---------- |
| 1 | Ludo Peeters (BEL)      | TI-Raleigh | 6h 04' 15" |
| 2 | Raimund Dietzen (RFA)   | Teka       | m. t.      |
| 3 | Ludo De Keulenaer (BEL) | TI-Raleigh | m. t.      |

### 5a etapa[5]
25-03-1983: Badalona - Terrassa, 165,0 km.:
|   | Ciclista                  | Equip      | Temps      |
| - | ------------------------- | ---------- | ---------- |
| 1 | Johan van der Velde (NED) | TI-Raleigh | 4h 35' 49" |
| 2 | Gerard Veldscholten (NED) | TI-Raleigh | + 34"      |
| 3 | Vicent Belda (ESP)        | Kelme      | + 46"      |

## Classificació General
|    | Ciclista                       | Equip      | Punts       |
| -- | ------------------------------ | ---------- | ----------- |
| 1  | Alberto Fernández Blanco (ESP) | Zor-Gemeaz | 23h 49' 45" |
| 2  | Faustino Rupérez (ESP)         | Zor-Gemeaz | + 32"       |
| 3  | Raimund Dietzen (RFA)          | Teka       | + 44"       |
| 4  | Antoni Coll (ESP)              | Teka       | + 1' 15"    |
| 5  | Julián Gorospe (ESP)           | Reynolds   | + 1' 38"    |
| 6  | Josep Lluís Laguía (ESP)       | Reynolds   | + 2' 35"    |
| 7  | Vicent Belda (ESP)             | Kelme      | + 2' 48"    |
| 8  | Jaume Vilamajó (ESP)           | Reynolds   | + 4' 36"    |
| 9  | Bernardo Alfonsel (ESP)        | Teka       | + 4' 43"    |
| 10 | Josep Recio (ESP)              | Kelme      | + 5' 11"    |